# (1649) Fabre
(1649) Fabre – planetoida z pasa głównego asteroid okrążająca Słońce w ciągu 5 lat i 92 dni w średniej odległości 3,02 au. Została odkryta 27 lutego 1951 roku w Algiers Observatory w Algierze przez Louisa Boyera. Nazwa planetoidy pochodzi od Herve Fabre, francuskiego astronoma. Przed nadaniem nazwy planetoida nosiła oznaczenie tymczasowe (1649) 1951 DE.